# Manuel Muñoz Martínez
Manuel Muñoz Martínez   (Chiclana de la Frontera, 13 de març de 1888 - Madrid, 1 de desembre de 1942) va ser un militar i polític republicà andalús.
Comandant d'Infanteria retirat per la Llei Azaña i membre del Partit Republicà Radical Socialista, va resultar elegit diputat per Cadis a les eleccions a Corts Constituents de 1931. El 1933 va formar part de la Comissió Parlamentària que va investigar els fets de Casas Viejas. Muñoz Martínez va abandonar el partit a la fi de 1933 juntament amb els seguidors de Marcel·lí Domingo i Sanjuan per crear el Partit Radical Socialista Independent, l'organització del qual va presidir a Cadis. A les eleccions de 1933 va revalidar el seu escó. Després de la creació de Izquierda Republicana el 1934, va formar part del seu Consell Nacional. Després de les eleccions de 1936, en les que va revalidar de nou el seu escó, va ser nomenat governador civil de Cadis (interí) i poc després de la revolta que va donar lloc a la Guerra Civil Espanyola, va ser nomenat Director General de Seguretat.
Exiliat a França des del 28 de gener de 1939, va ser detingut per la Gestapo al Finisterre (Bretanya) l'octubre de 1940. La seva labor al capdavant de la DGS va fer que se li acusés dels assassinats de la Model de Madrid i de la matances de Paracuellos. Empresonat a la presó de la Santé de París, la sol·licitud d'extradició per part del Govern espanyol va ser examinada en judici celebrat el gener de 1942. El tribunal va concedir l'extradició, que va ser refutada pel Ministre de Justícia Joseph Barthélemy, però finalment ordenada pel mariscal Philippe Pétain a l'abril. El 26 d'agost del mateix any, va ser extradit a Espanya.
Va ser condemnat a mort per un consell de guerra i afusellat l'1 de desembre de 1942 al Cementiri de l'Est de Madrid.